# Cmentarz żołnierzy niemieckich w Mławce
Mławka – cmentarz żołnierzy armii niemieckiej z I i II wojny światowej (niem. Deutsche Kriegsgräberstätte Mlawka)  – cmentarz z okresu I wojny światowej i II wojny światowej znajdujący się w powiecie działdowskim, gm. Iłowo-Osada. Cmentarz usytuowany jest na północny zachód od Mławy, wśród lasu, około 300 m od drogi 544 Mława – Działdowo. Cmentarz teren otoczony jest ogrodzeniem. Jest w dużej części zadrzewiony. Cmentarz został założony w okresie I wojny światowej i pochowano na nim nieokreśloną liczbę żołnierzy Cesarstwa Niemieckiego.
W czasie inwazji niemieckiej na Polskę w 1939 roku w okolicach Mławy rozegrała się trwająca 4 dni bitwa, zwana bitwą pod Mławą. W wyniku walk zginęło około 1200 żołnierzy polskich oraz 1800 niemieckich. Żołnierze niemieccy zostali pochowani na trzech cmentarzach zbiorowych. Jednym z nich został umiejscowiony w bezpośrednim sąsiedztwie cmentarza z I wojny światowej. W latach 1940–1944 cmentarz był budowany oraz utrzymywany przez polskich więźniów obozów hitlerowskich w Iłowie i Mławce. Do 1945 roku zostało pochowanych na nim 1547 żołnierzy niemieckich.
Staraniem Ludowego Niemieckiego Związku Opieki nad Grobami Wojennymi (Volksbund Deutsche Kriegsgraberfursorge e. V) oraz Polskiej Fundacji Pamięć nekropolia została zrekonstruowana w latach dziewięćdziesiątych, a uroczyste otwarcie nastąpiło 5 października 1996 roku. Na cmentarz przeniesiono ekshumowanych z okolicznych cmentarzy żołnierzy. Całkowita liczba pochówków z okresu II wojny światowej wynosi 12 479. Zdecydowana większość nazwisk pochowanych wyryta jest na parudziesięciu blokach granitowych.

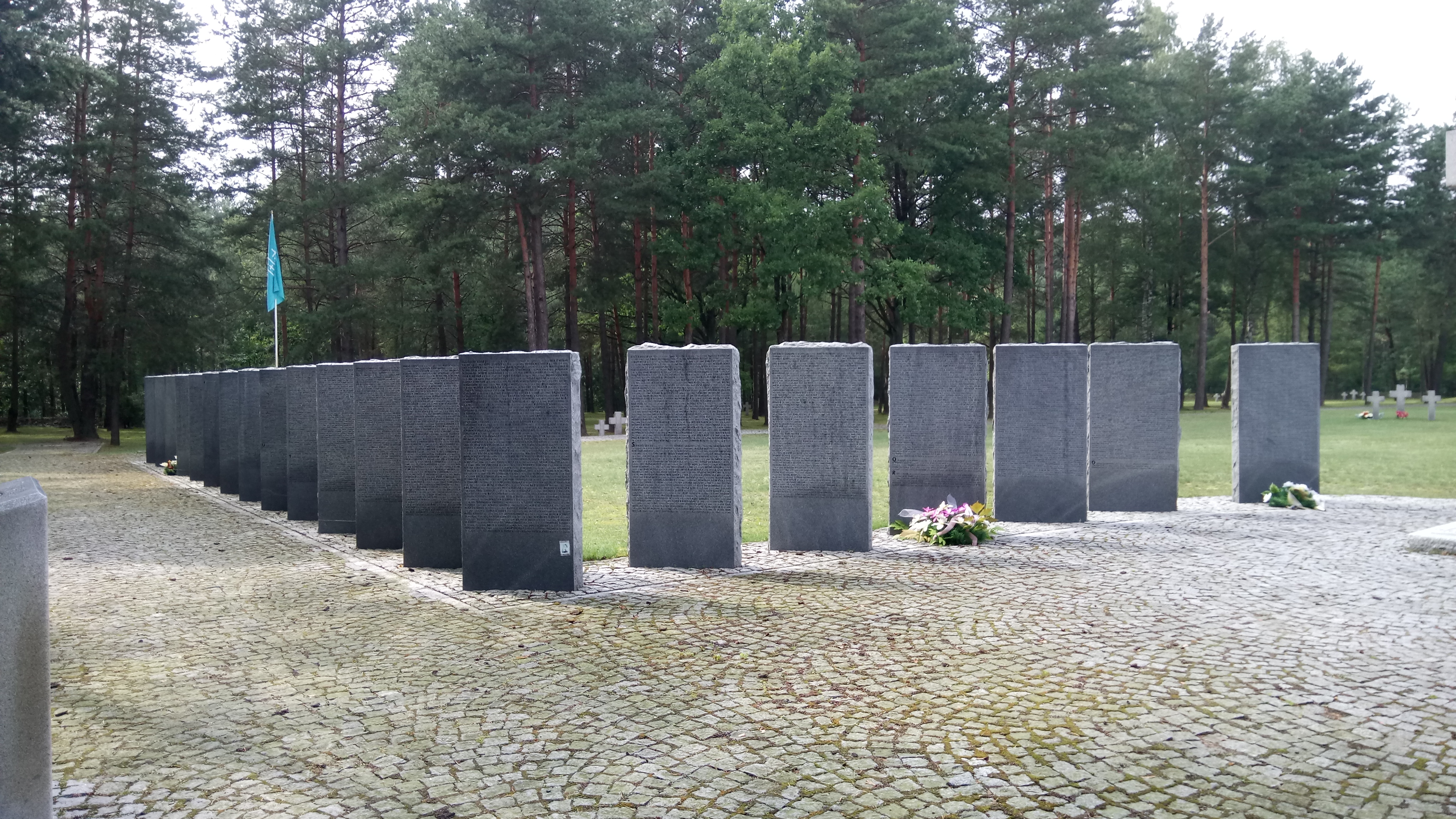
Bloki z nazwiskami pochowanych